# Villa Neumüller

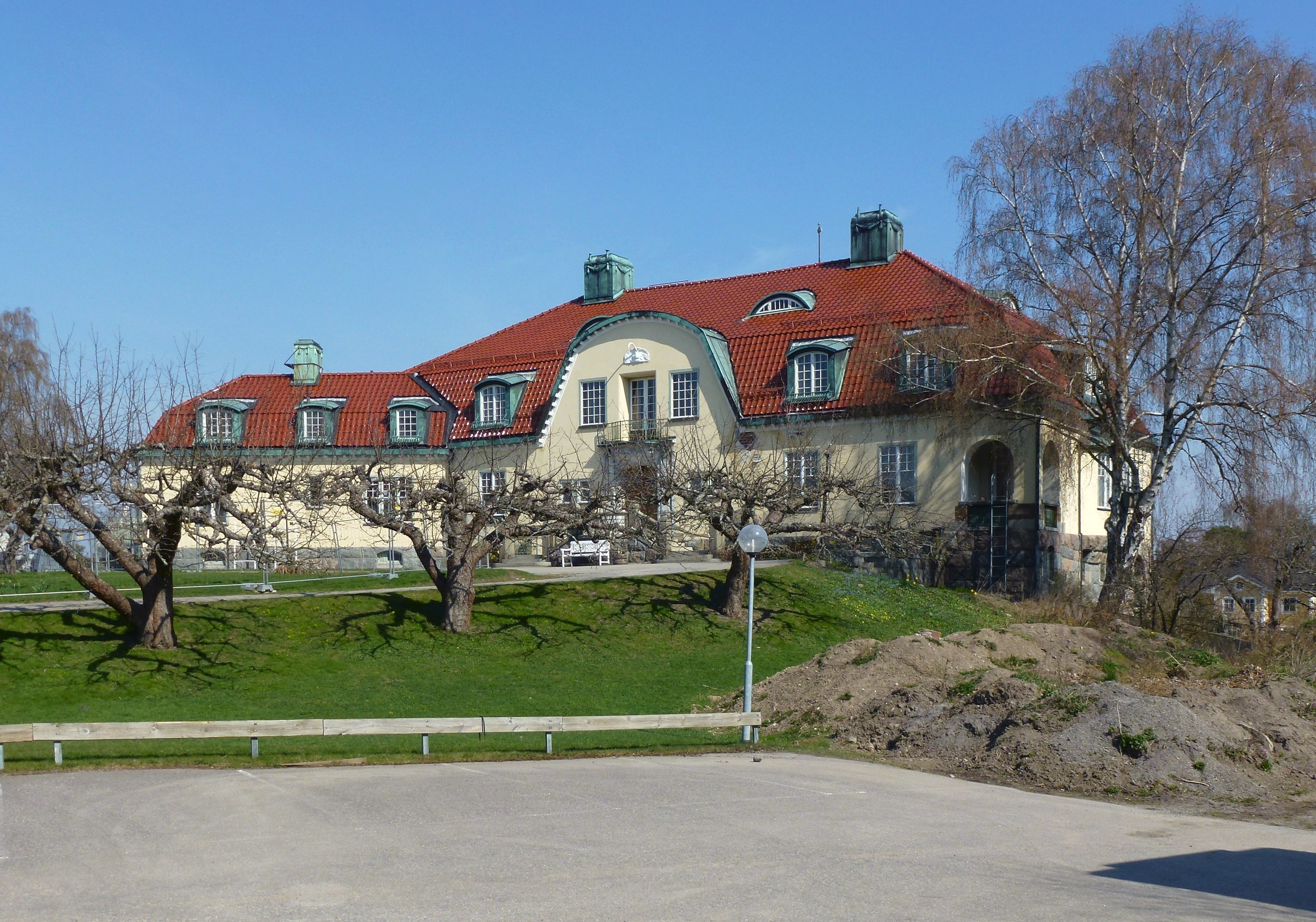
Erstagården, Otto Emil Neumüllers villa.

Neumüllers villa (även kallad Erstagården) i tätorten Hästhagen, Nacka kommun. Villan har sitt namn efter sin byggherre, bryggaren och industrimannen Otto Emil Neumüller.

## Historik
Otto Emil Neumüller var son till ölbryggaren Friedrich Neumüller från Tyskland och efter 1883 disponent för Neumüllers Bryggeri på Södermalm. År 1888 blev Friedrich Neumüller ägare till Nacka gård och 1902 lät Otto Emil Neumüller avstycka en tomt från Nacka gårds ägor som kallades Hästhagen och tidigare var ett torp under Nacka gård. Här uppfördes en herrgårdsliknande villa efter ritningar av arkitekt Edvard Bernhard. I villans hall finns målningar som skildrar kända nackamiljöer. Efter Neumüllers död 1925 började Hästhagen exploateras med egnahemsbebyggelse. Villan överläts 1935 till Ersta diakonianstalt för att användas som hem för flickor. Senare och fram till år 2009 hade Erstagårdskliniken sin verksamhet här.

## Bilder

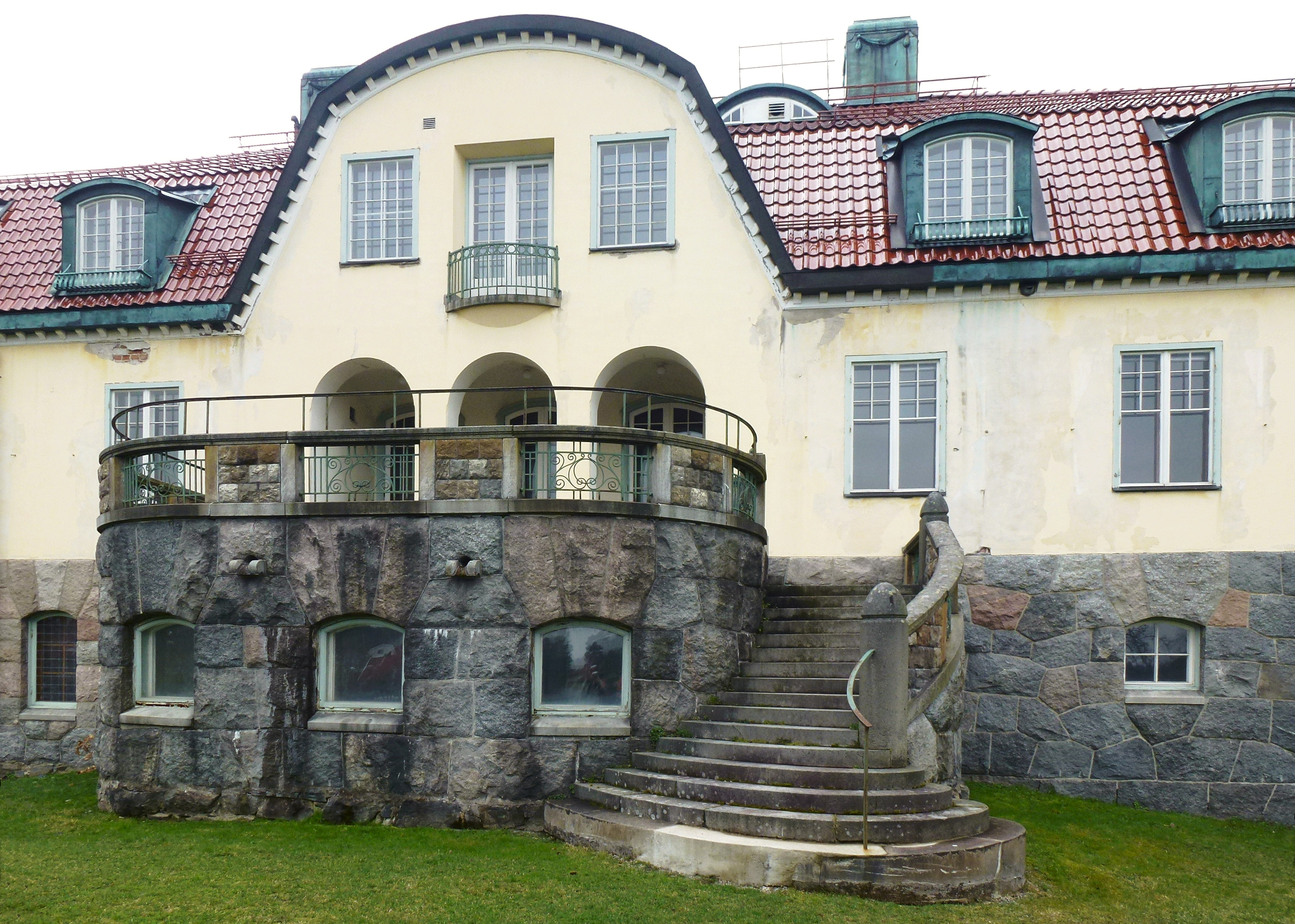
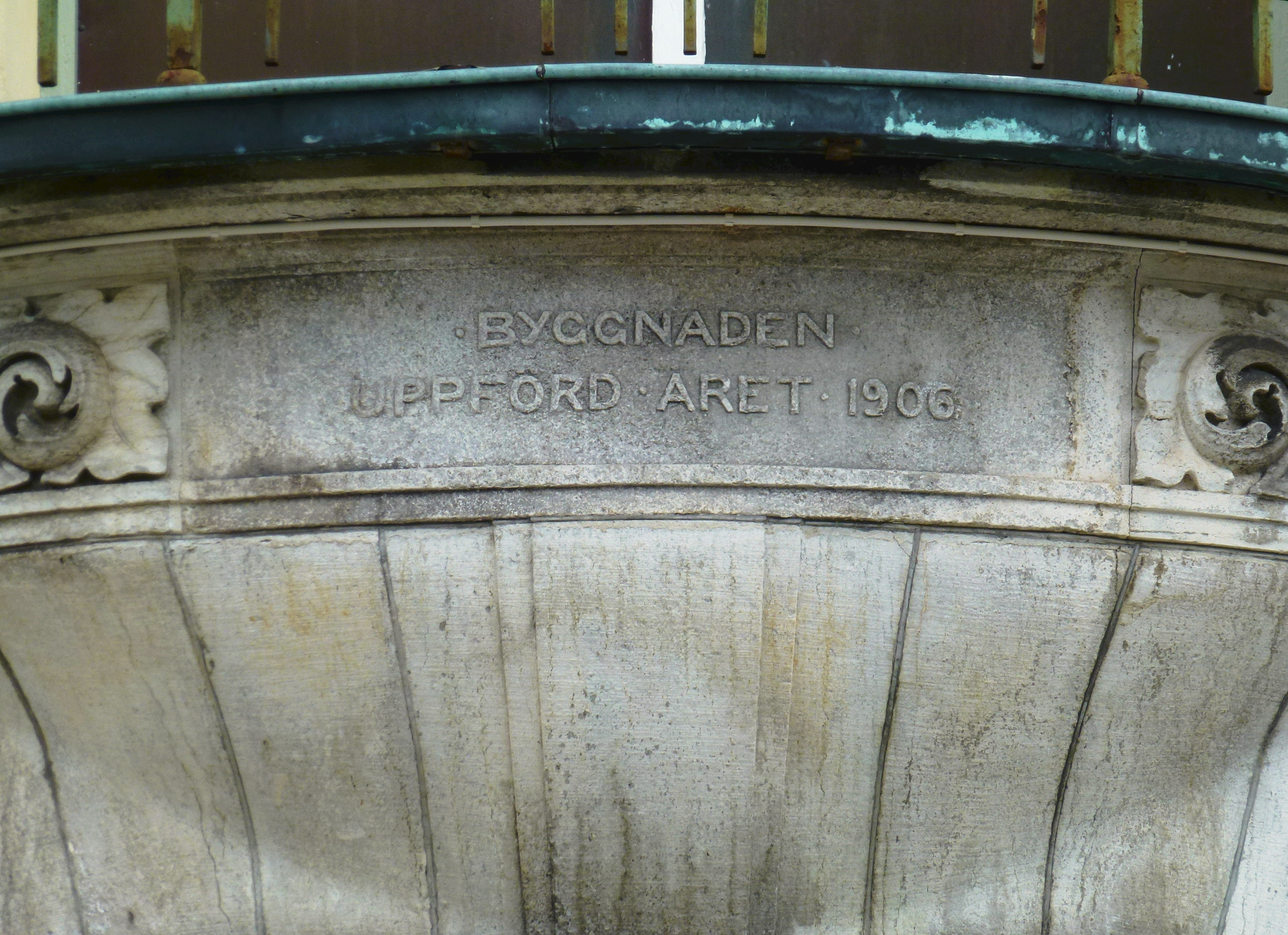
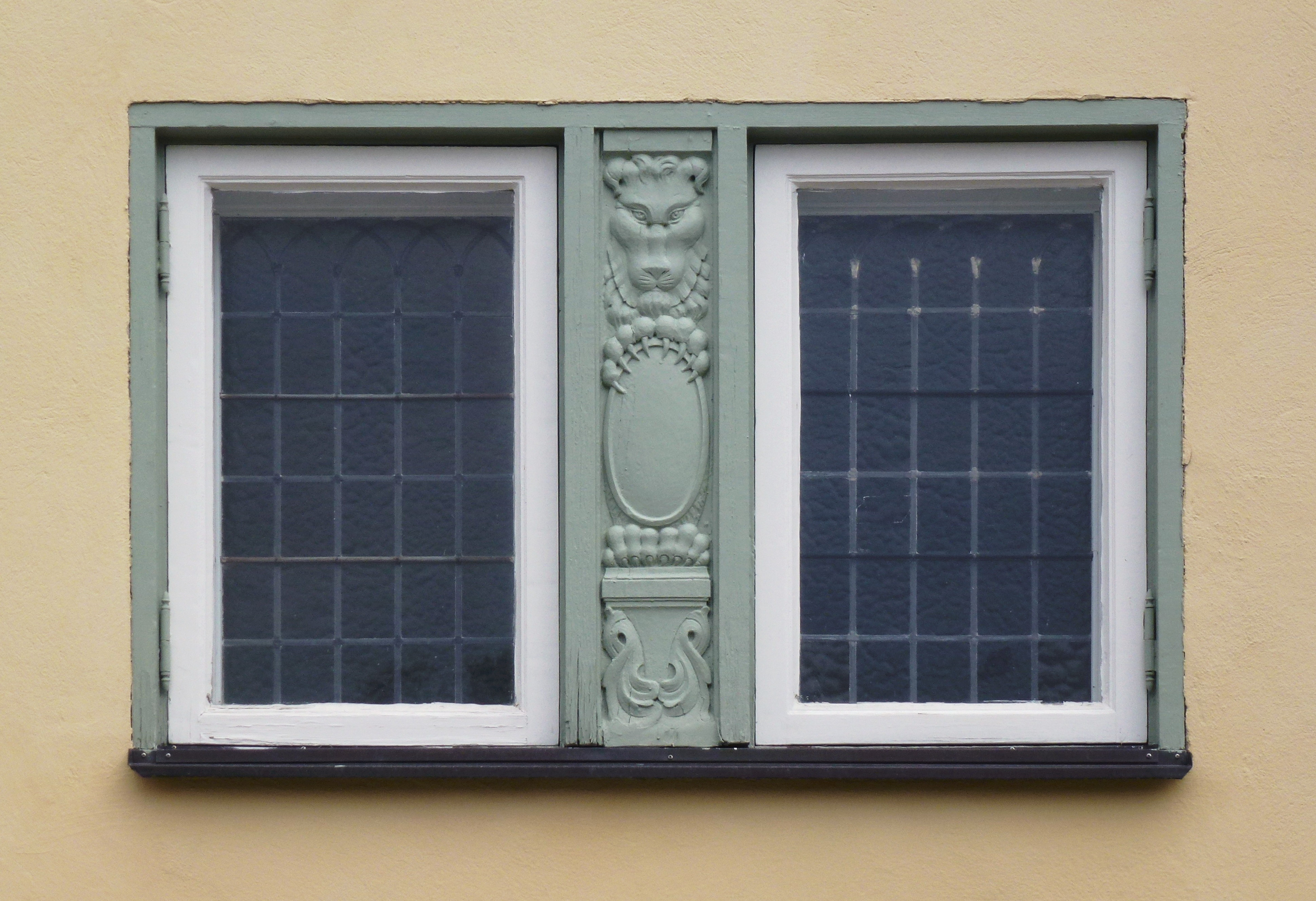
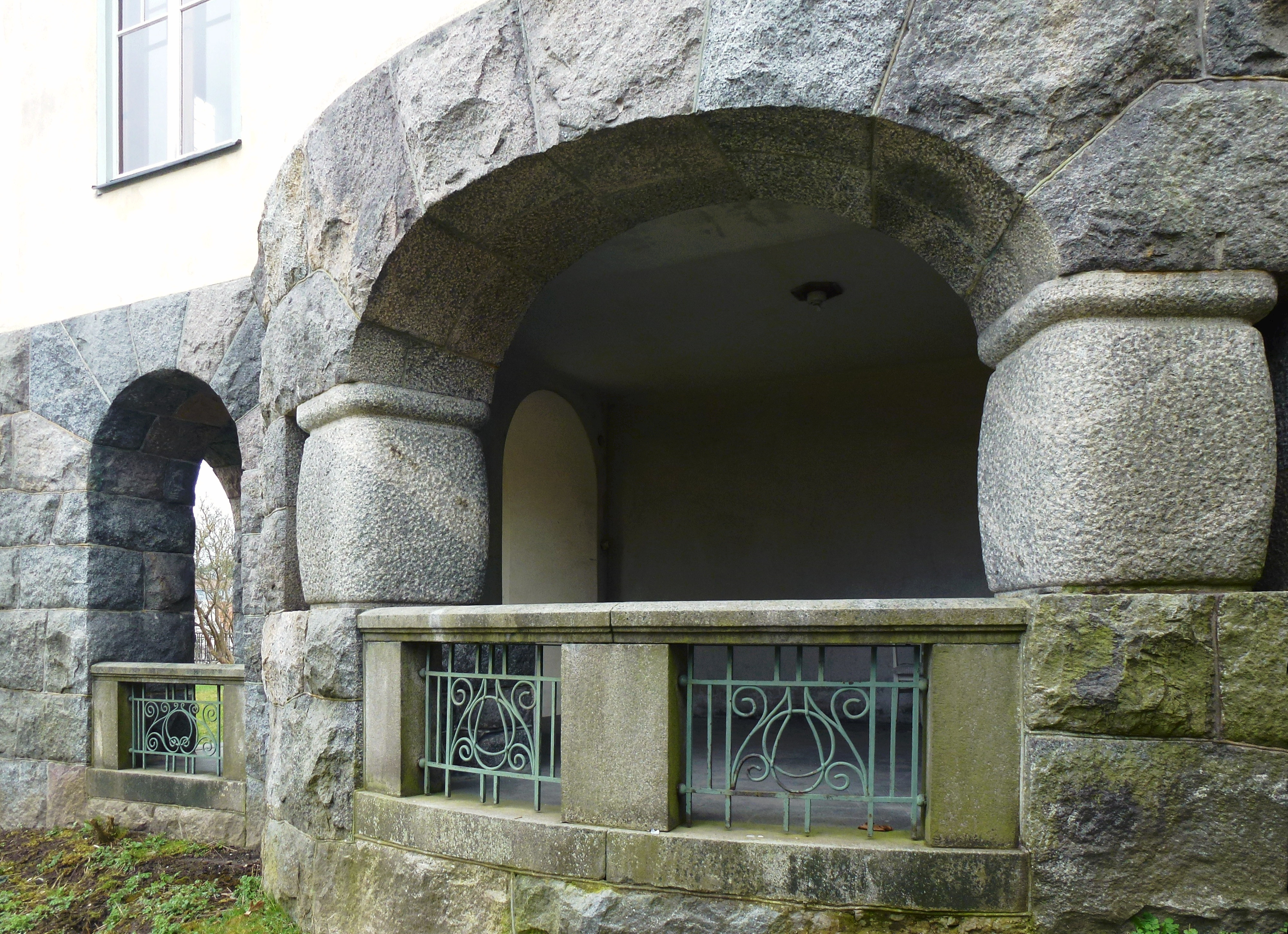